# Ори (окръг, Южна Каролина)
Окръг Ори (на английски: Horry County) е окръг в щата Южна Каролина, Съединени американски щати. Площта му е 3250 km², а населението – 351 029 души (1 април 2020). Административен център е град Конуей.